# Юрьевское сельское поселение (Кормиловский район)
Юрьевское се́льское поселе́ние — муниципальное образование в Кормиловском районе Омской области Российской Федерации.
Административный центр — село Юрьево.

## История
Статус и границы сельского поселения установлены Законом Омской области от 30 июля 2004 года № 548-ОЗ «О границах и статусе муниципальных образований Омской области».

## Население
| 2010  | 2011  | 2012  | 2013  | 2014  | 2015  | 2016  |
| ----- | ----- | ----- | ----- | ----- | ----- | ----- |
| 1780  | ↗1782 | ↗1806 | ↗1828 | ↘1805 | ↗1829 | ↗1842 |
| 2017  | 2018  | 2019  | 2020  | 2021  | 2023  |       |
| ↗1855 | ↘1834 | ↘1795 | ↘1794 | ↘1699 | ↘1676 |       |

## Состав сельского поселения
| № | Населённый пункт | Тип населённого пункта       | Население |
| - | ---------------- | ---------------------------- | --------- |
| 1 | Игнатьево        | деревня                      | 89        |
| 2 | Кольцово         | деревня                      | 150       |
| 3 | Круглово         | деревня                      | 26        |
| 4 | Никитино         | деревня                      | 97        |
| 5 | Рощинский        | посёлок                      | 416       |
| 6 | Юрьево           | село, административный центр | 1002      |